# Spodnje Pobrežje
Spodnje Pobrežje este o localitate din comuna Rečica ob Savinji, Slovenia, cu o populație de 75 de locuitori.